# Бреј Бернар
Бреј Бернар (фр. Breuil-Bernard) насеље је и општина у западној Француској у региону Поату-Шарант, у департману Де Севр која припада префектури Партне.
По подацима из 2011. године у општини је живело 472 становника, а густина насељености је износила 57,21 становника/km². Општина се простире на површини од 8,25 km². Налази се на средњој надморској висини од 210 метара (максималној 221 m, а минималној 159 m).

## Демографија
| 1962. | 1968. | 1975. | 1982. | 1990. | 1999. | 2011. |
| ----- | ----- | ----- | ----- | ----- | ----- | ----- |
| 359   | 402   | 358   | 384   | 445   | 419   | 472   |

График промене броја становника у току последњих година